# Neuseeländische Frauen-Cricket-Nationalmannschaft in Indien in der Saison 2015
Die Tour der neuseeländischen Frauen-Cricket-Nationalmannschaft nach Indien in der Saison 2015 fand vom 28. Juni bis zum 15. Juli 2015 statt. Die internationale Cricket-Tour war Bestandteil der Internationalen Cricket-Saison 2015 und umfasste fünf WODIs und drei WTwenty20s. Indien gewann die WODI-Serie 3–2, Neuseeland die WTwenty20-Serie mit 2–1.

## Vorgeschichte
Für beide Mannschaften war es die erste Tour der Saison. Das letzte Aufeinandertreffen der beiden Mannschaften bei einer Tour fand in der Saison 2005/06 in Neuseeland statt.

## Stadien
Die folgenden Stadien wurden für die Tour als Austragungsort vorgesehen.
| Stadion                | Stadt     | Kapazität | Spiele                     |
| ---------------------- | --------- | --------- | -------------------------- |
| M. Chinnaswamy Stadium | Bangalore | 42.000    | 1. – 5. WODI; 1. – 3. WT20 |

## Kaderlisten
Neuseeland benannte seine Kader am 12. Mai 2015. Indien benannte seine ODI-Kader am 25. Juni 2015.
| WODI | WODI | WTwenty20 | WTwenty20 |
| Indien | Neuseeland | Indien | Neuseeland |
| --- | --- | --- | --- |
| - Mithali Raj (K) - Jhulan Goswami - Harmanpreet Kaur - Smriti Mandhana - Poonam Raut - Shikha Pandey - Thirush Kamini - Ravi Kalpana (wk) - Veda Krishnamurthy - Deepti Sharma - Rajeshwari Gayakwad - Ekta Bisht - Sneh Rana - Poonam Yadav - Niranjana Nagarajan | - Suzie Bates (K) - Sophie Devine (VK) - Kate Broadmore - Natalie Dodd - Maddy Green - Georgia Guy - Leigh Kasperek - Morna Nielsen - Katie Perkins - Anna Peterson - Rachel Priest (wk) - Hannah Rowe - Amy Satterthwaite - Lea Tahuhu | - Mithali Raj (K) - Ekta Bisht - Rajeshwari Gayakwad - Jhulan Goswami - Harmanpreet Kaur - Veda Krishnamurthy - Latika Kumari - Smriti Mandhana - Shikha Pandey - Anuja Patil - Poonam Yadav - Sneh Rana - Shubhlakshmi Sharma - Vellaswamy Vanitha - Sushma Verma (wk) | - Suzie Bates (K) - Sophie Devine (VK) - Kate Broadmore - Natalie Dodd - Maddy Green - Georgia Guy - Leigh Kasperek - Morna Nielsen - Katie Perkins - Anna Peterson - Rachel Priest (wk) - Hannah Rowe - Amy Satterthwaite - Lea Tahuhu |

## Tour Match
| 26. Juni Scorecard | Bengaluru | Neuseeland 256 (50)            | – | India A Women 159 (49) |
|                    |           | Neuseeland gewinnt mit 97 Runs |   |                        |

## Women’s One-Day Internationals

### Erstes WODI in Bengaluru
| 28. Juni Scorecard | Bengaluru | Indien 142 (44.3)          | – | Neuseeland 125 (45.3) |
|                    |           | Indien gewinnt mit 17 Runs |   |                       |

Indien gewann den Münzwurf und entschied sich als Schlagmannschaft zu beginnen.

### Zweites WODI in Bengaluru
| 1. Juli Scorecard | Bengaluru | Indien 163 (49.3)                | – | Neuseeland 164-7 (44.2) |
|                   |           | Neuseeland gewinnt mit 3 wickets |   |                         |

Indien gewann den Münzwurf und entschied sich als Schlagmannschaft zu beginnen.

### Drittes WODI in Bengaluru
| 3. Juli Scorecard | Bengaluru | Indien 182-9 (50)                | – | Neuseeland 186-4 (45.4) |
|                   |           | Neuseeland gewinnt mit 6 Wickets |   |                         |

Indien gewann den Münzwurf und entschied sich als Schlagmannschaft zu beginnen.

### Viertes WODI in Bengaluru
| 6. Juli Scorecard | Bengaluru | Indien 220 (49.5) | – | Neuseeland 221-2 (44.2) |
|                   |           |                   |   |                         |

Neuseeland gewann den Münzwurf und entschied sich als Schlagmannschaft zu beginnen.

### Fünftes WODI in Bengaluru
| 8. Juli Scorecard | Bengaluru | Neuseeland 118 (41)          | – | Indien 121-1 (27.2) |
|                   |           | Indien gewinnt mit 9 Wickets |   |                     |

Neuseeland gewann den Münzwurf und entschied sich als Schlagmannschaft zu beginnen.

## Women’s Twenty20 Internationals

### Erstes WTwenty20 in Bengaluru
| 11. Juli Scorecard | Bengaluru | Indien 125 (19.5)                | – | Neuseeland 126-2 (12.3) |
|                    |           | Neuseeland gewinnt mit 8 Wickets |   |                         |

Neuseeland gewann den Münzwurf und entschied sich als Feldmannschaft zu beginnen.

### Zweites WTwenty20 in Bengaluru
| 13. Juli Scorecard | Bengaluru | Indien 136-6 (20)                | – | Neuseeland 139-4 (17.5) |
|                    |           | Neuseeland gewinnt mit 6 Wickets |   |                         |

Neuseeland gewann den Münzwurf und entschied sich als Feldmannschaft zu beginnen.

### Drittes WTwenty20 in Bengaluru
| 15. Juli Scorecard | Bengaluru | Neuseeland 126-8 (20)        | – | Indien 128-7 (19) |
|                    |           | Indien gewinnt mit 3 Wickets |   |                   |

Indien gewann den Münzwurf und entschied sich als Feldmannschaft zu beginnen.